# Російська академія наук
Росі́йська акаде́мія нау́к (РАН; рос. Российская академия наук (РАН)) — вища наукова установа Російської Федерації, провідний центр фундаментальних наукових досліджень. Російська академія наук є некомерційною науковою організацією, створеною у формі державної академії наук. Головною метою діяльності РАН є організація та здійснення фундаментальних досліджень, скерованих на отримання нових знань.
Загалом в академії (станом на червень 2025 року) налічується понад 1000 наукових установ, близько 50 000 наукових співробітників, зокрема 865 академіків та 1134 членів-кореспондентів. Взимку 2015—2016, навесні 2018 і навесні 2022 обрані професори РАН (зараз 713 людини; 188 з них вже стали членами-кореспондентами, а 31 стали академіками).
Штаб-квартира академії наук розташована в Москві.

## Історія

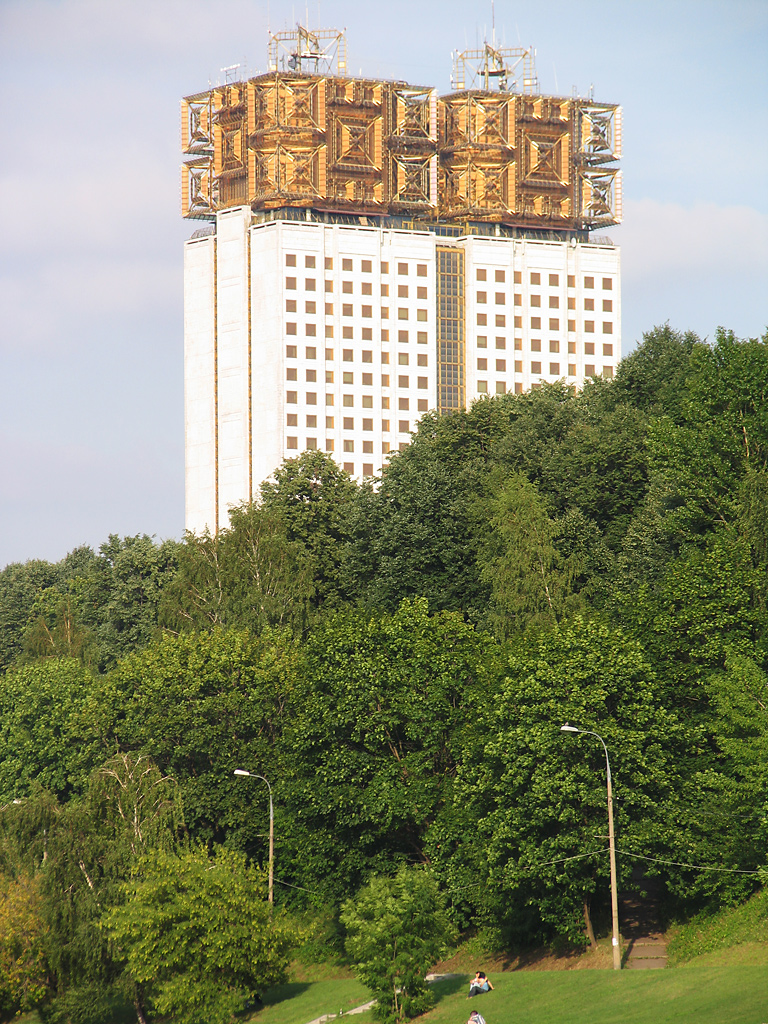
Будівля Президії РАН на Воробйових горах

### Академія наук за часів Російської імперії
28 січня (8 лютого) 1724 року за розпорядженням імператора Петра І Наказом правлячого Сенату в Санкт-Петербурзі була створена Петербурзька академія наук. Академія була заснована за зразком західноєвропейських академій. На відміну від них, які є автономними, РАН здебільшого залежить від держави.
Академія наук ще неодноразово міняла свою назву:
- 1747 — Імператорська Академія наук та мистецтв; (як «вишшая школа для дьяков і певчіх подьячіх»)
- 1803 — Імператорська Академія наук;
- 1836 — Імператорська Санкт-Петербурзька Академія наук;
- 1917 — Російська академія наук.

### Академія наук за часів СРСР
Постановою ЦВК і РНК СРСР від 27 липня 1925 Академія наук була перетворена у всесоюзну і дістала нову назву — Академія наук СРСР. АН швидко зростала і зміцнювалась. Схвалені в 1927, 1930 і 1935 нові статути АН сприяли встановленню міцних зв'язків її з практикою соціалістичного будівництва. АН СРСР стала однією з найбільших наукових установ світу.
1934 рік — АН СРСР переїжджає до Москви.
В АН СРСР широким фронтом провадились досліди в усіх галузях природничих, технічних і суспільних наук. Особливо великі успіхи вчених АН в галузі ядерної фізики, фізики напівпровідників, радіофізики, математики, механіки, астрономії, хімії, металургії, обчислювальної техніки, радіотехніки тощо.
Тріумфом вчених СРСР стало створення штучних супутників Землі і космічної ракети. АН підтримувала широкі міжнародні наукові зв'язки.

### Академія наук за часів РФ
21 листопада 1991 року указом Президента Російської Федерації відтворена, як вища наукова установа Росії під назвою Російська академія наук.

## Реформа РАН
З 1 січня 2014 всі наукові інститути перейшли у підпорядкування ФАНО самоврядування Академії як головна схема управління ліквідоване. Центр управління переміщений в майнову сферу, метод управління — адміністрування.

## Керівництво РАН

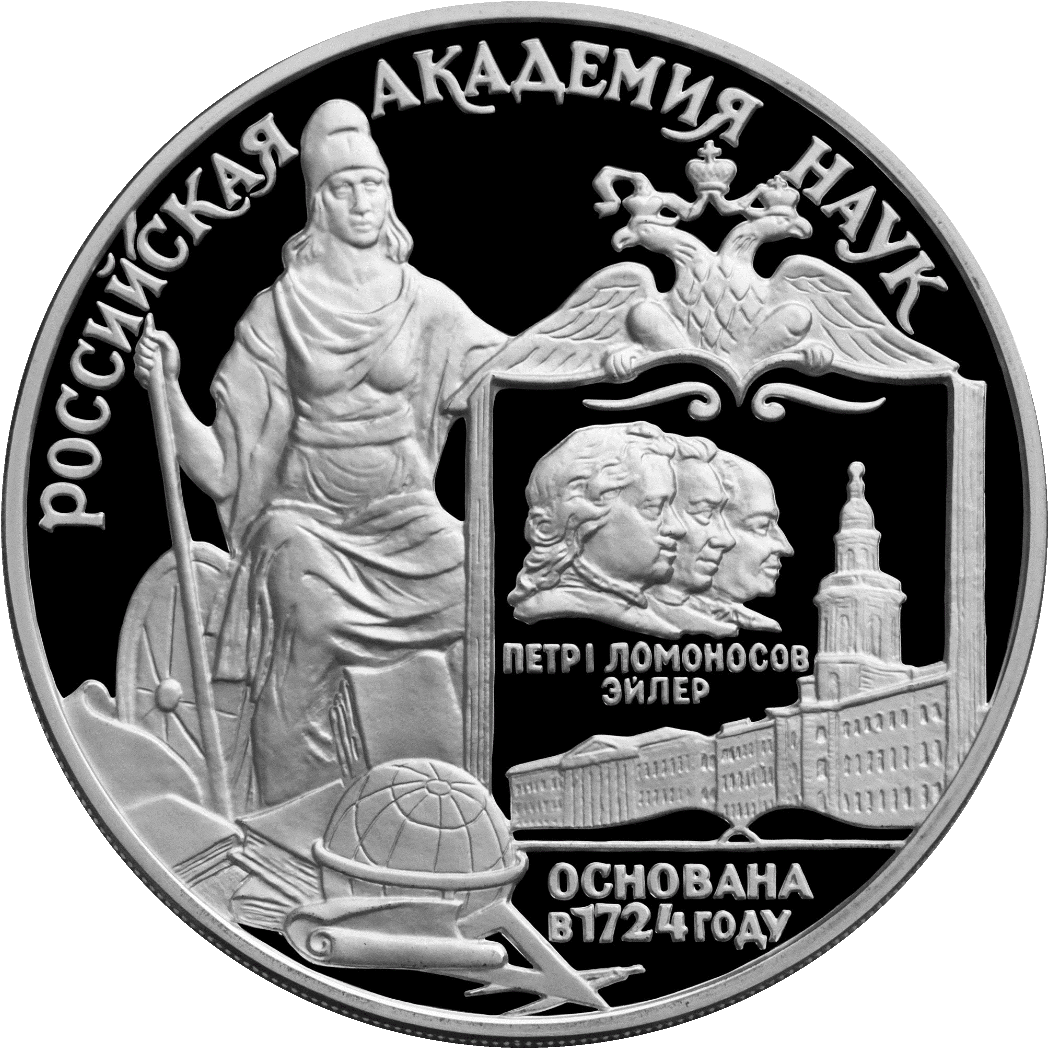
Монета Банку Росії — Серія: «Наука», 275-річчя Російської академії наук, 3 рубля, реверс

- Президент — Красніков Геннадій Якович (з вересня 2022)
- Головний вчений секретар Президії РАН — Головний вчений секретар Президії РАН — Дубина Михайло Володимирович (з вересня 2022)

### Віцепрезиденти
- Алдошин Сергій Михайлович
- Долгушкін, Микола Кузьмич
- Калмиков Степан Миколайович
- Кульчин Юрій Миколайович
- Макаров Микола Андрійович
- Панченко Владислав Якович
- Пармон Валентин Миколайович
- Пірадов Михайло Олександрович
- Руденко Віктор Миколайович
- Чернишов Сергій Леонідович